# Kypřicí prášek

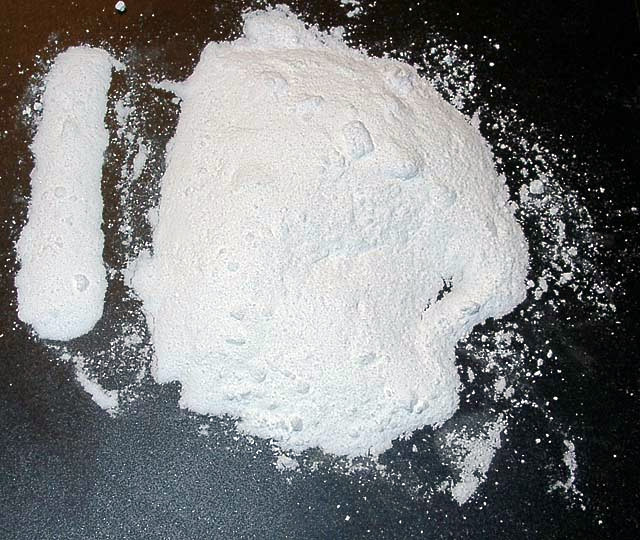
Kypřicí prášek

Kypřicí prášek (též prášek do pečiva, z čehož vychází lidové prdopeč) je suché chemické kypřidlo používané ke zvětšení objemu a odlehčení textury pečiva, například muffinů, koláčů, vdolečků nebo piškotů. Kypřicí prášek funguje na principu uvolňování oxidu uhličitého do těsta acidobazickou reakcí, čímž vznikají v těstě bublinky a to se tak nakypřuje. Používá se místo droždí v případech, kdy není žádoucí příchuť fermentačních produktů kvasinek nebo pokud těsto není dost elastické, aby udrželo bublinky plynu déle než několik minut. Protože se oxid uhličitý při acidobazické reakci uvolňuje rychleji než při fermentaci, chléb vyrobený s použitím kypřicího prášku se označuje jako rychlý chléb.
Většina komerčně dostupných kypřicích prášků se vyrábí ze zásadité složky (typicky hydrogenuhličitanu sodného čili jedlé sody E500), jedné nebo více kyselých solí a plnidla jako je mouka či škrob (např. kukuřičného nebo bramborového, které jsou bez lepku). Hydrogenuhličitan sodný je zdrojem oxidu uhličitého, acidobazickou reakci lze přesněji popsat jako kyselinou aktivovaný rozklad hydrogenuhličitanu, který lze obecně vyjádřit takto:
NaHCO3 + H+ → Na+ + CO2 + H2O
Inertní škrob má v kypřicím prášku několik funkcí. Primárně se používá k pohlcování vlhkosti a tedy prodloužení trvanlivosti, protože zabraňuje předčasné reakci složek prášku. Umožňuje také lepší sypání a promíšení s dalšími složkami těsta. Prášek se také přesněji odměřuje, protože má větší objem.
Kyselina v kypřicím prášku může být buď rychle nebo pomalu účinkující. Rychle účinkující kyselina reaguje v mokré směsi s hydrogenuhličitanem již při pokojové teplotě, kdežto pomalu účinkující reaguje až po zahřátí v troubě. Kypřicí prášky s oběma druhy kyselin mají "dvojitý účinek". Poskytnutím druhého kynutí v troubě zvyšují prášky s dvojitým účinkem spolehlivost správného nakypření a čas mezi namícháním těsta a pečením není tak kritický. Tento typ prášků se dnes používá nejčastěji. Mezi používané nízkoteplotní kyselé soli patří hydrogenvinan draselný a dihydrogenfosforečnan vápenatý. Jako vysokoteplotní kyselé soli se používají síran hlinito-sodný, fosforečnan hlinito-sodný a dihydrogendifosforečnan sodný. Lze ale pořídít i prášek bez fosforečnanů.

## Historie
Až do konce 19. století používaly hospodyňky tzv. kypřicí mouku vyvinutou Justusem von Liebigem.
Problém v jejím použití se však skýtal v tom, že nemohla být dlouhodobě skladována a samotný výsledek byl nejistý. S práškem na pečení proto začal experimentovat Dr. August Oetker, výsledkem jeho snažení byl kypřicí prášek, který zaručoval zakypření těsta, trvanlivost a neutrální chuť.

## Použití
Obecně se používá (v zemích, kde je při vaření standardní měrnou jednotkou šálek) jedna čajová lžička (5 ml) kypřicího prášku na směs jednoho šálku (200-250 ml) mouky, jednoho šálku kapaliny a jednoho vejce. Pokud je však směs kyselá, další kyseliny přidané kypřicím práškem zůstanou nespotřebovány chemickou reakcí a dávají pečivu nepříjemnou chemickou pachuť. Vysokou kyselost způsobují přísady jako podmáslí, citronová šťáva, jogurt, citrusy nebo med. Při nadměrné kyselosti se část kypřicího prášku nahrazuje jedlou sodou. Například jeden šálek mouky, jedno vejce a jeden šálek podmáslí vyžaduje jen polovinu lžičky kypřicího prášku - zbývající část se nahradí čtvrtinou lžičky sody, která reakcí s kyselinami obsaženými v podmáslí zajistí potřebné kypření.
Vlhkost a teplo způsobuje, že kypřicí prášek ztrácí během času svoji účinnost, která nemusí příliš souviset s expiračním datem vytištěným na obalu. Bez ohledu na toto expirační datum lze účinnost prášku otestovat vsypáním lžičky prášku do malé nádobky s horkou vodou. Pokud voda bouřlivě pění, je prášek ještě aktivní a použitelný.

## Náhrada v receptech
Kypřicí prášek je obecně jen jedlá soda smíšená s kyselinou, proto lze k simulaci komerčních kypřicích prášků použít mnoho směsí různých kuchyňských kyselin se sodou. Ocet (zředěná kyselina octová), zvláště bílý, se také často používá jako okyselovadlo při pečení. Například mnoho tradičních receptů na čokoládový koláč obsahuje jednu nebo dvě polévkové lžíce octa. Pokud recept obsahuje podmáslí nebo jogurt, lze použít sodu bez přídavku vinného kamene (hydrogenvinanu draselného) nebo s jeho menším množstvím. Také lze část kapaliny v receptu nahradit citronovou šťávou, která dodá potřebnou kyselost pro reakci s jedlou sodou.